# Ikome Namondo
Ikome Violette Namondo (ur. 1993) – kameruńska zapaśniczka walcząca w stylu wolnym. Brązowa medalistka mistrzostw Afryki w 2024 roku.